# Nerw językowo-gardłowy

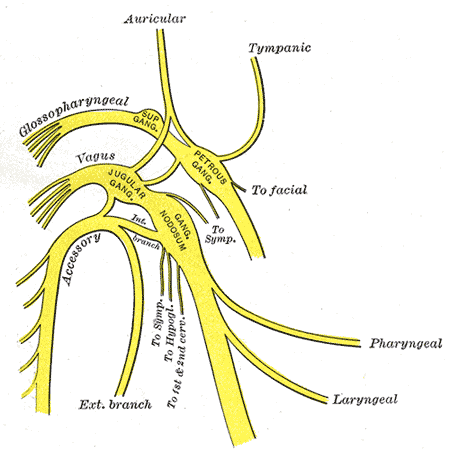
Grupa nerwu błędnego – nerw językowo-gardłowy podpisany jako Glossopharyngeal

Nerw językowo-gardłowy, nerw IX (łac. nervus glossopharyngeus) – w anatomii człowieka dziewiąty nerw czaszkowy. Jest nerwem mieszanym: większą część nerwu tworzą włókna czuciowe, unerwiające gardło i język; niewielką część stanowią włókna ruchowe, przeznaczone dla mięśni gardła (mięśnia zwieracza górnego gardła, mięśnia rylcowo-gardłowego, mięśnia podniebienno-gardłowego), języka (mięśnia podniebienno-językowego), podniebienia (mięśnia dźwigacza podniebienia miękkiego) i wydzielnicze dla ślinianki przyusznej. 
Włókna czuciowe i smakowe zakończone są w jądrze samotnym. Włókna ruchowe rozpoczynają się w górnej części jądra dwuznacznego. Włókna przywspółczulne wychodzą z jądra ślinowego dolnego.
Nerw ten odchodzi od rdzenia przedłużonego 5–6 korzonkami, które ukazują się w bruździe bocznej tylnej za oliwką. Opuszcza czaszkę przez część przyśrodkową otworu szyjnego. W obrębie otworu tworzy zwój górny (ganglion superius), a po wyjściu z czaszki – zwój dolny (ganglion inferius), położony w dołku skalistym. Po wyjściu z czaszki biegnie pomiędzy żyłą szyjną wewnętrzną a tętnicą szyjną wewnętrzną, a następnie kieruje się ku nasadzie języka i bocznej ścianie gardła.

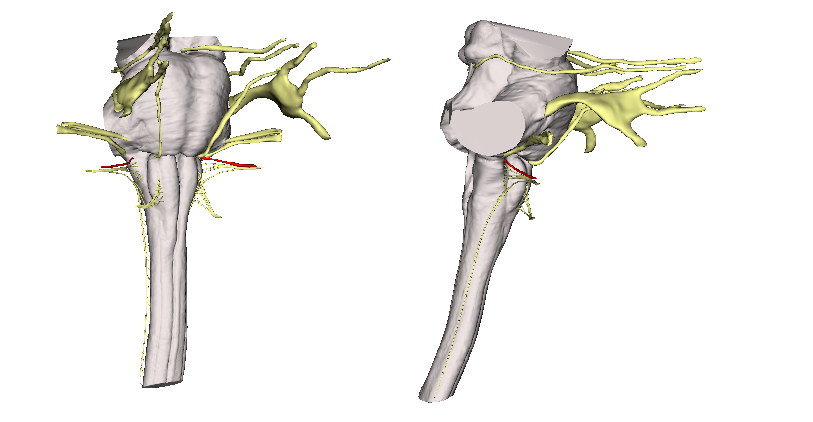
Miejsce wyjścia nerwu językowo-gardłowego z pnia mózgu

## Gałęzie
- nerw bębenkowy – odchodzi od zwoju dolnego w dołku skalistym i przez kanalik bębenkowy dostaje się do jamy bębenkowej
- gałąź zatoki tętnicy szyjnej (jedna lub dwie) – odchodzi blisko tętnicy szyjnej wewnętrznej, dochodzi do zatoki tętnicy szyjnej i kłębka szyjnego przyjmując włókna od nerwu błędnego i z pnia współczulnego
- gałęzie gardłowe: 3–4 – do splotu gardłowego
- gałęzie do mięśnia rylcowo-gardłowego
- gałęzie migdałkowe: 3–4 – do splotu migdałkowego (przy migdałku podniebiennym)
- gałęzie językowe, końcowe (unerwiają tylną ⅓ część języka i prowadzą włókna czuciowe smakowe dla brodawek okolonych i liściastych oraz włókna przywspółczulne dla gruczołów)

## Porażenie
Porażenie nerwu językowo-gardłowego powoduje brak czucia w tylnej części języka i górnej gardła, problemy z połykaniem. Obustronne uszkodzenie nerwów językowo-gardłowych niesie ryzyko wystąpienia przełomu nadciśnieniowego, ponieważ gałąź nerwu IX (nerw Heringa) zaopatruje we włókna eferentne baroreceptory z zatoki tętnicy szyjnej.